# Igor II.

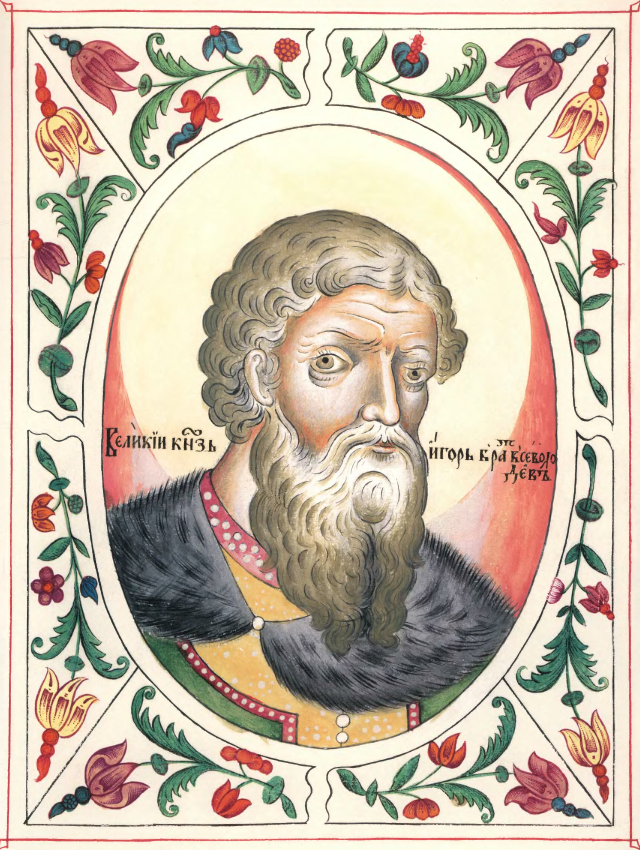

Igor II. Olgowitsch (Russisch: Игорь II. Ukrainisch: Ігор II)(† 19. September 1147 in Kiew) war Fürst von Tschernigow und Großfürst von Kiew. Er wird in der Orthodoxen Kirche als Heiliger verehrt. 

## Familiäres Umfeld
Igor war Sohn von Oleg I., einem Fürsten aus Tschernigow, und jüngerer Bruder von Großfürst Wsewolod II. von Kiew. Über Kinder ist nichts bekannt.

## Leben
Über sein frühes Leben wird nur wenig berichtet, und die meisten Quellen überliefern nur sehr wenig Glaubhaftes. Erst ab 1146 kann man Genaueres über ihn erfahren. Er wurde von seinem kinderlosen Bruder Wsewolod zu seinem Nachfolger als Fürst von Tschernigow ernannt, und 1146 sogar zum Großfürsten von Kiew. Igor und seine Familie, die Olgowitschi, waren bei der Bevölkerung Kiews aber sehr unbeliebt, trotz Wsewolods Versuchen, dies zu ändern. Igor regierte wahrscheinlich nicht einmal zwei Wochen, bis sein Cousin und Rivale Isjaslaw II. ihn stürzte. Igor wurde gefangen genommen und inhaftiert. Als er im Gefängnis todkrank wurde, bat er um die Erlaubnis, Mönch zu werden. Er wurde freigelassen und trat dem St.-Feodor-Kloster in Kiew bei, wo er den Namen Ignati annahm. Er wurde am 19. September 1147 beim Beten von einem Mob getötet, der annahm, er wolle den Thron wieder an sich reißen.
Sein Gedenktag ist der 19. September.